# Hkamti District
Hkamti District är ett distrikt i Myanmar.   Det ligger i regionen Sagaingregionen, i den norra delen av landet, 600 km norr om huvudstaden Naypyidaw.